# Tramvajová doprava ve Stockholmu
Tramvajová doprava ve Stockholmu, hlavním městě Švédska, je součástí městské hromadné dopravy a doplňuje síť metra a příměstské železnice Pendeltåg. Tramvaje zajíždí i do sousedních měst Lidingö, Nacka, Solna a Sundbyberg. První tramvaje vyjely do ulic v roce 1877. V roce 2024 je v provozu pět pravidelných linek a jedna linka historická. Síť je integrována do místního dopravního systému Storstockholms Lokaltrafik (SL) a jejím provozovatelem jsou společnosti AB Stockholms Spårvägar a VR Sverige.

## Historie

### Počátky provozu
První tramvajová linka ve Stockholmu i celém Švédsku zahájila provoz 10. července 1877. Společnost Stockholms Nya Spårvägsaktiebolag provozovala koněspřežnou dráhu na trati vedoucí severním směrem od dnešního dopravního uzlu Slussen ve Starém Městě. Druhou linku provozovala od roku 1877 společnost Södra Spårvägsaktiebolag na ostrově Södermalm. Od 11. srpna 1887 začaly na této lince jezdit parní tramvaje, které lépe zvládaly značná převýšení na ulici Hornsgatan. Provoz koňky byl ve Stockholmu definitivně ukončen 10. února 1905.

### Elektrické tramvaje
První elektrické tramvaje byly veřejnosti představeny 5. září 1901 na Södermalmu. Nástup elektrické trakce znamenal počátek rozmachu tramvajové sítě. Byly postaveny příměstské linky do obcí Gröndal, Lidingö, Nockeby, Örby, Södra Ängby, Skarpnäck, Solna, Sundbyberg a Ulvsunda. Všechny příměstské linky měly radiální charakter a mimo centrum města mezi nimi nebylo možné přestupovat. Ve 20. letech 20. století jezdila ve čtvrti Gärdet jedna tramvaj poháněná benzínovým spalovacím motorem. Trať vedla přes záložní vojenské letiště, kde nebylo možné zřídit trolejové vedení.

### Sjednocení tramvajové dopravy
V roce 1915 byla, za účelem zefektivnění tramvajové dopravy, založena městská společnost AB Stockholms Spårvägar. O dva roky později převzala veškerý provoz společnosti Stockholms Nya Spårvägsaktiebolag, která provozovala tramvaje v severní části města. V roce 1918 převzala i společnost Stockholms Södra Spårvägsaktiebolag provozující tramvaje na jihu. K propojení obou sítí došlo v roce 1922, kdy byla na mostě u Slussen postavena spojovací trať mezi Starým Městem a ostrovem Södermalm. Dne 1. dubna 1922 došlo k reorganizaci provozu a přečíslování tramvajových linek, díky čemuž získal Stockholm propojenou tramvajovou síť. Další propojku mezi jižní a severní části tramvajové sítě město získalo v roce 1935, kdy byl otevřen Západní most (švédsky Västerbron).

### Příprava na metro a útlum tramvají
Dne 1. října 1933 byl na Södermalmu otevřen tramvajový tunel, který propojil zastávky Slussen a Skanstull. V 50. letech 20. století byl tento tunel upraven pro potřeby metra. Rozhodnutí postavit ve Stockholmu metro padlo v roce 1941. Od stejného roku byly stavěny rychlodrážní tramvajové tratě, u kterých město taktéž počítalo s budoucí přestavbou na tratě metra. Provoz na těchto linkách zajišťovaly obousměrné tramvaje typu A24/B24 zvané Ängbyvagn.
Během roku 1939 bylo rozhodnuto o postupné likvidaci tramvajové sítě v centru, která začínala překážet rozvíjející se silniční dopravě. První zrušenou tramvajovou linkou byla 11, která byla v roce 1941 nahrazena trolejbusovou linkou 41. Trolejbusy jezdily ve Stockholmu do roku 1964. Kvůli druhé světové válce, nedostatku kaučuku a topného oleje bylo rušení tramvají na několik let pozastaveno.
V roce 1952 byly uvedeny do provozu dvě nové tratě v centru města (do Hakberget a Tessinparken). O pět let později stockholmská městská rada rozhodla, že tramvajovou dopravu v centru Stockholmu nahradí metro. Podle původních plánů měl provoz tramvají skončit v polovině 70. let 20. století, kdy měly být vozy i infrastruktura na konci své životnosti. Kvůli přechodu na pravostranný provoz byly plány uspíšeny a provoz tramvají v centru města skončil společně s levostranným provozem dne 3. září 1967. Na začátku téhož roku byla společnost AB Stockholms Spårvägar transformována na Storstockholms Lokaltrafik (SL), která organizuje dopravu v celém Stockholmském kraji.

### Provoz pro reorganizaci
Po roce 1967 zůstaly v provozu pouze tři linky, které fungovaly jako přípoje k metru. Nockebybanan (dnešní linka 12) spojující Alvik a Nockeby přečkala přechod na pravostranný provoz díky vozům s dveřmi na obou stranách. Linky Norra Lidingöbanan (Ropsten–Kyrkviken) a Södra Lidingöbanan spojující Ropsten a Gåshaga (dnešní linka 21) mohly nadále jezdit vlevo, protože využívaly tratě oddělené od silničního provozu. Provoz na lince Norra Lidingöbanan však skočil již v roce 1971. Na přelomu 70. a 80. let 20. století byla kvůli stáří vozového parku ohrožena budoucnost také dvou posledních tramvajových linek. Protesty místních obyvatel tramvajový provoz zachránily.

### Tramvaj na Djurgården
Od konce 80. let 20. století probíhaly ve Stockholmu debaty o návratu tramvajového provozu do centra města i o výstavbě nových tangenciálních linek na předměstí. V roce 1991 byl zahájen provoz na historické tramvajové lince 7N s názvem Djurgårdslinjen, která spojuje Norrmalmstorg v centru města s turisticky vyhledávaným ostrovem Djurgården, na kterém se nachází Muzeum Vasa, Severské muzeum, Skansen či zábavní park Gröna Lund. Na lince 7N jsou pod záštitou švédských tramvajových nadšenců provozovány historické tramvaje. Díky velkému zájmu cestujících byla 23. srpna 2010 tramvajová trať prodloužena na Sergelovo náměstí (Sergels torg). Nový úsek využívá pravidelná linka 7 zvaná Spårväg City. Od 3. září 2018 je trasa linky 7 prodloužena až k hlavnímu nádraží, kde je možné přestoupit na metro (T-Centralen) či na příměstskou železnici Pendeltåg (Stockholm City).

### Tangenciální linka Tvärbanan
V 90. letech 20. století byla zahájena výstavba nové, převážně rychlodrážní tramvajové trati, která propojuje stanice metra a příměstské železnice ležící mimo centrum města. První úsek linky 30, spojující stanice metra Gullmarsplan a Liljeholmen, byl uveden do provozu v roce 2000. Výstavba probíhala v etapách až do 2. října 2017, kdy linka Tvärbanan propojila stanice Solna a Sickla.
Dne 16. května 2021 byla do provozu uvedena odbočka k letišti Stockholm-Bromma (Bromma flygplats), ke kterému začala zajíždět nová linka 31. V roce 2025 má být trasa linky 31 prodloužena ke stanici Pendeltåg Helenelund.

## Linkové vedení
| Linka | Jméno           | Trasa                            | Délka   | Počet zastávek | Vozidla             | Vozovna                    | Rok otevření |
| ----- | --------------- | -------------------------------- | ------- | -------------- | ------------------- | -------------------------- | ------------ |
| 7     | Spårväg City    | T-Centralen – Waldemarsudde      | 3,3 km  | 11             | A35                 | Alkärrshallen              | 2010         |
| 7N    | Djurgårdslinjen | Norrmalmstorg – Skansen          | 2,7 km  | 7              | historické tramvaje | Alkärrshallen              | 1991         |
| 12    | Nockebybanan    | Nockeby – Alvik                  | 5,7 km  | 10             | A32, A35            | Brommadepån                | 1914         |
| 21    | Lidingöbanan    | Ropsten – Gåshaga brygga         | 9,2 km  | 14             | A36                 | Lidingödepån               | 1914         |
| 30    | Tvärbanan       | Sickla – Solna Station           | 19,8 km | 26             | A32, A35            | Brommadepån, Ulvsundadepån | 2000         |
| 31    | Tvärbanan       | Alviks strand – Bromma flygplats | 4,1 km  | 6              | A32, A35            | Brommadepån, Ulvsundadepån | 2021         |

## Vozový park
První moderní tramvaje byly do Stockholmu dodávány v letech 1999–2002 a 2008–2010. Jde o 37 vozů typu Bombardier Flexity Swift s místním označením A32. Mezi léty 2013 a 2022 pořídil Stockholm celkem 43 tříčlánkových vozů Urbos AXL (typ A35) od španělského výrobce CAF. Pro linku Lidingöbanan bylo pořízeno devět čtyřčlánkových vozů A36 od stejného výrobce.
Kvůli nedostatečnému počtu tramvají pro zajištění provozu linky 7 bylo ve Stockholmu od roku 2010 provozováno šest vozů Bombardier Flexity Classic zapůjčených z Frankfurtu nad Mohanem a Norrköpingu. Vozy dostaly označení A34 a v roce 2020, kdy byla dodána další série vozů CAF, byly vráceny původním provozovatelům.
Na historické lince 7N je provozováno pět historických tramvajových souprav původem ze Stockholmu i Göteborgu.

## Galerie

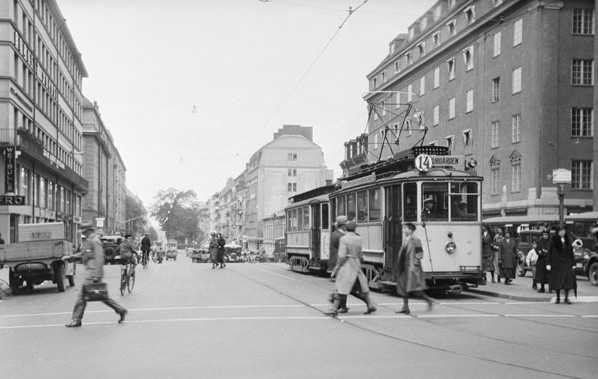
Ulice Sveavägen s tramvají v roce 1931
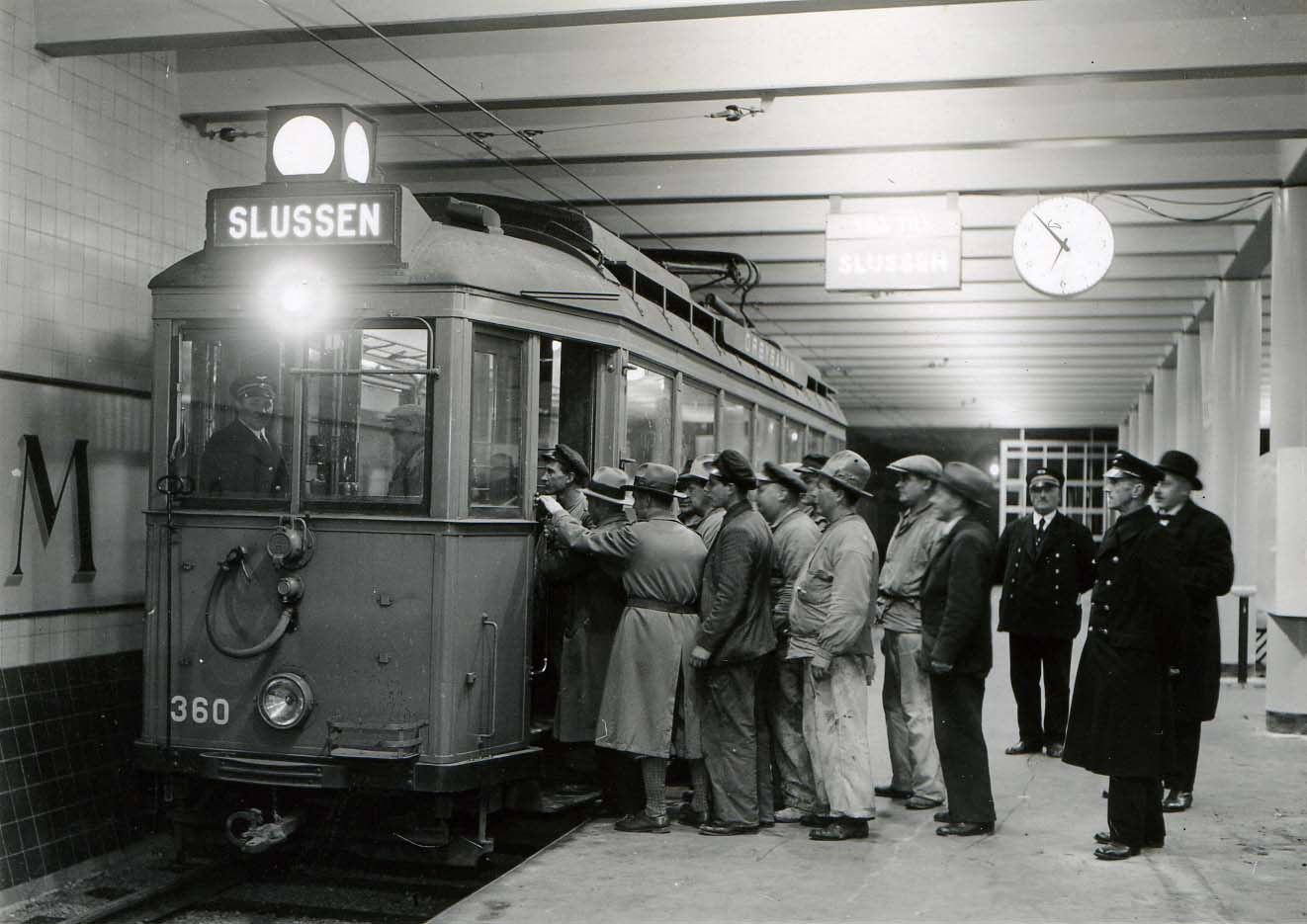
Podpovrchová stanice Skanstull s vozem typu A13
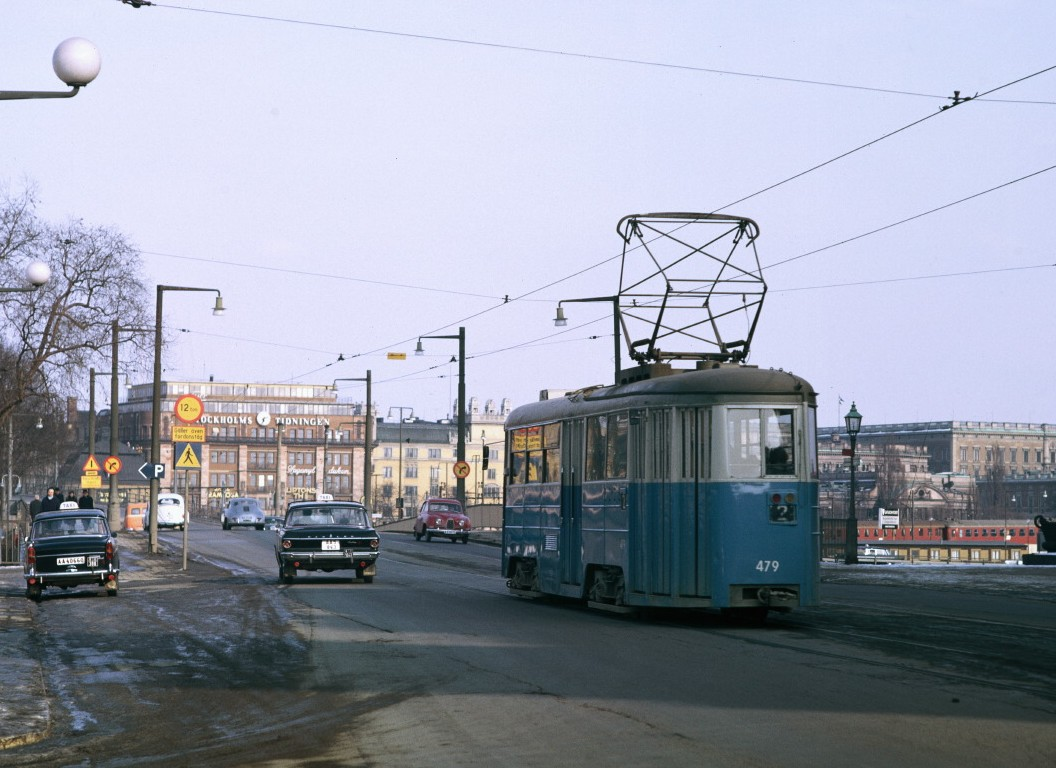
Tramvaj typu A26 v roce 1963
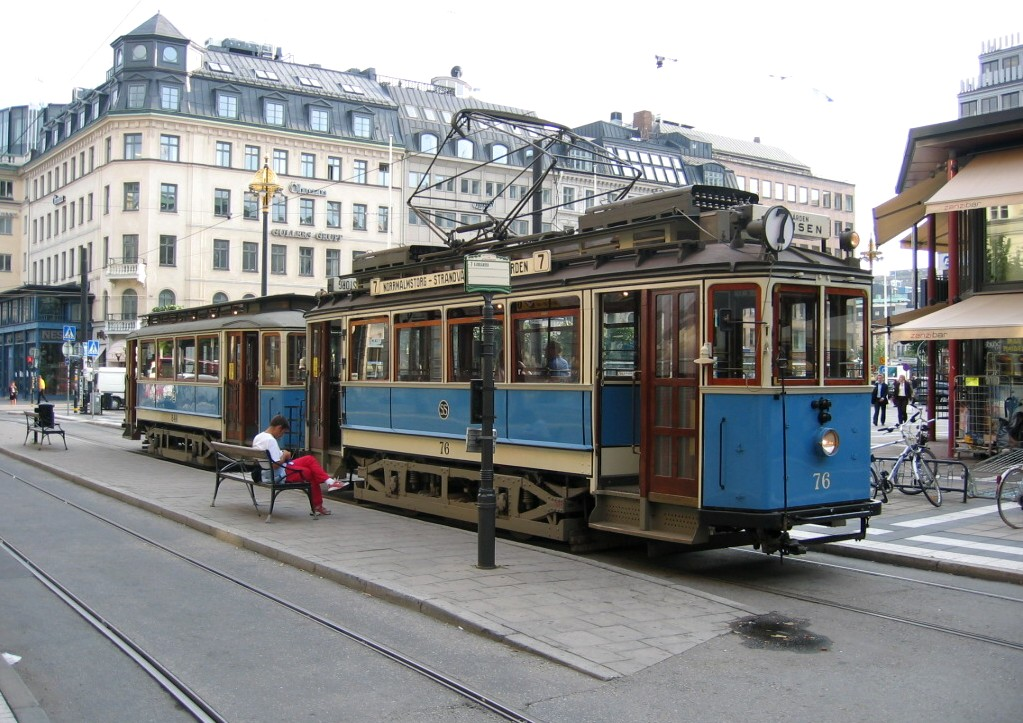
Historická souprava A1+B19 na lince 7N
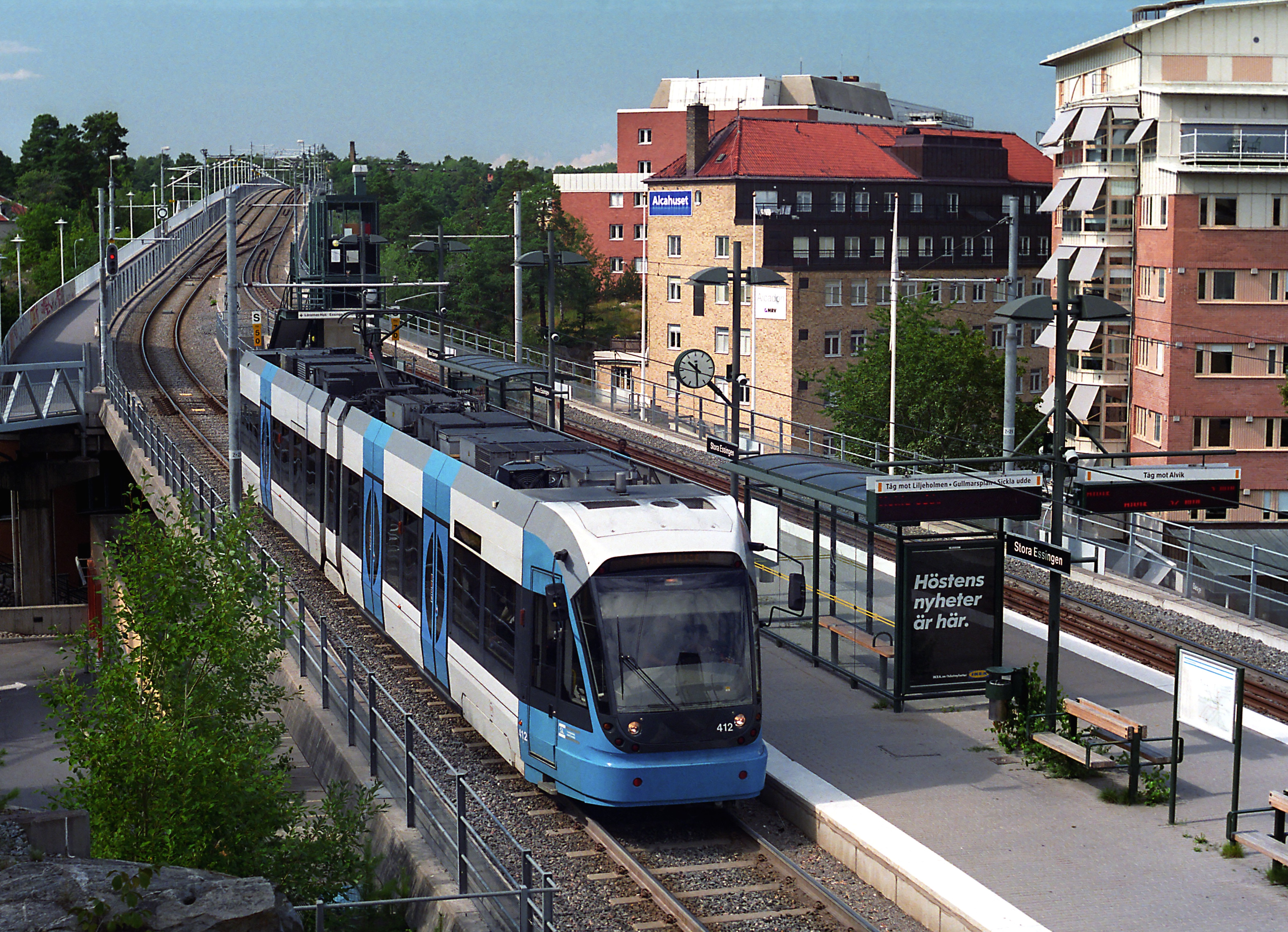
Vůz A32 ve stanici Stora Essingen
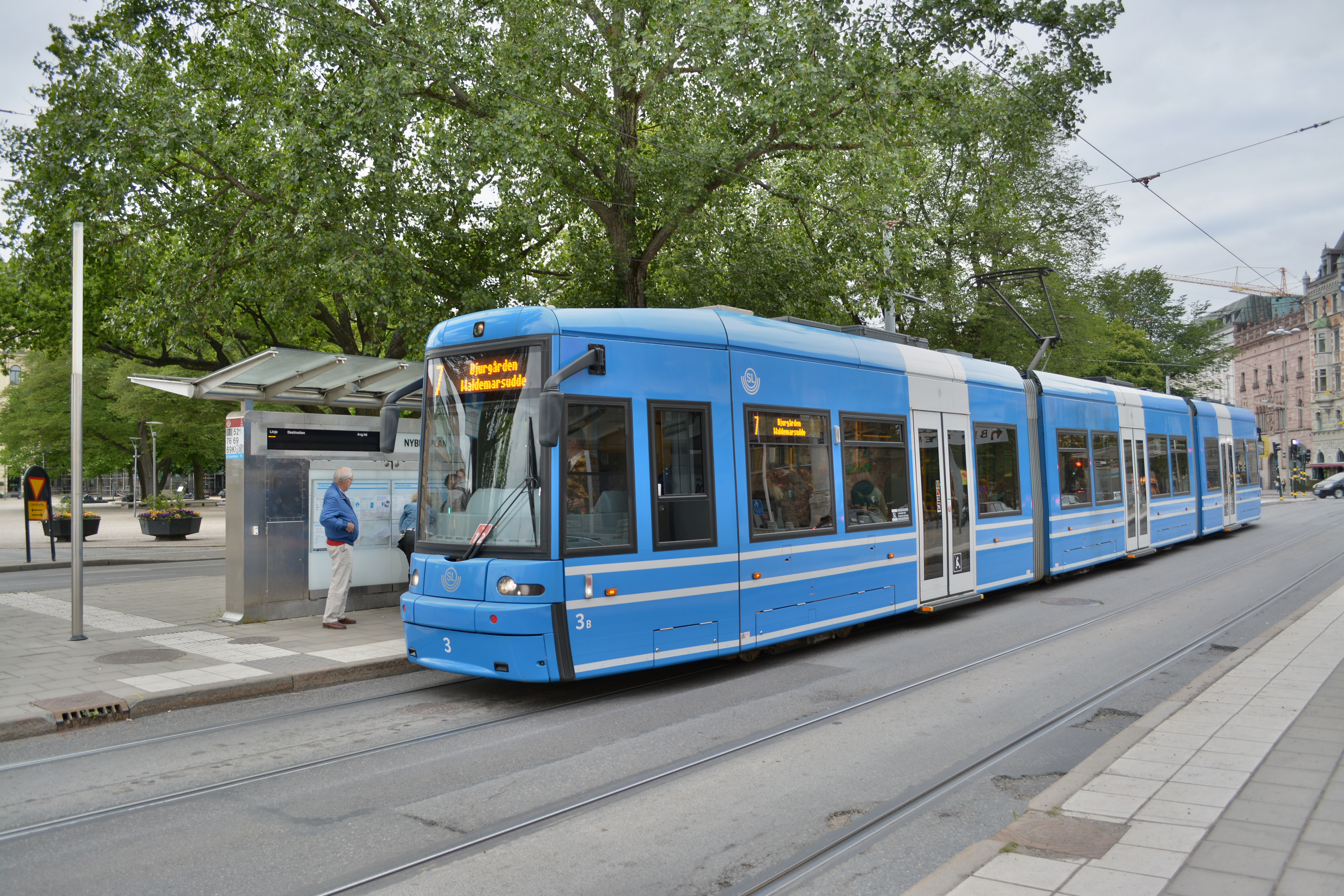
Pronajatý vůz typu A34 v zastávce Nybroplan
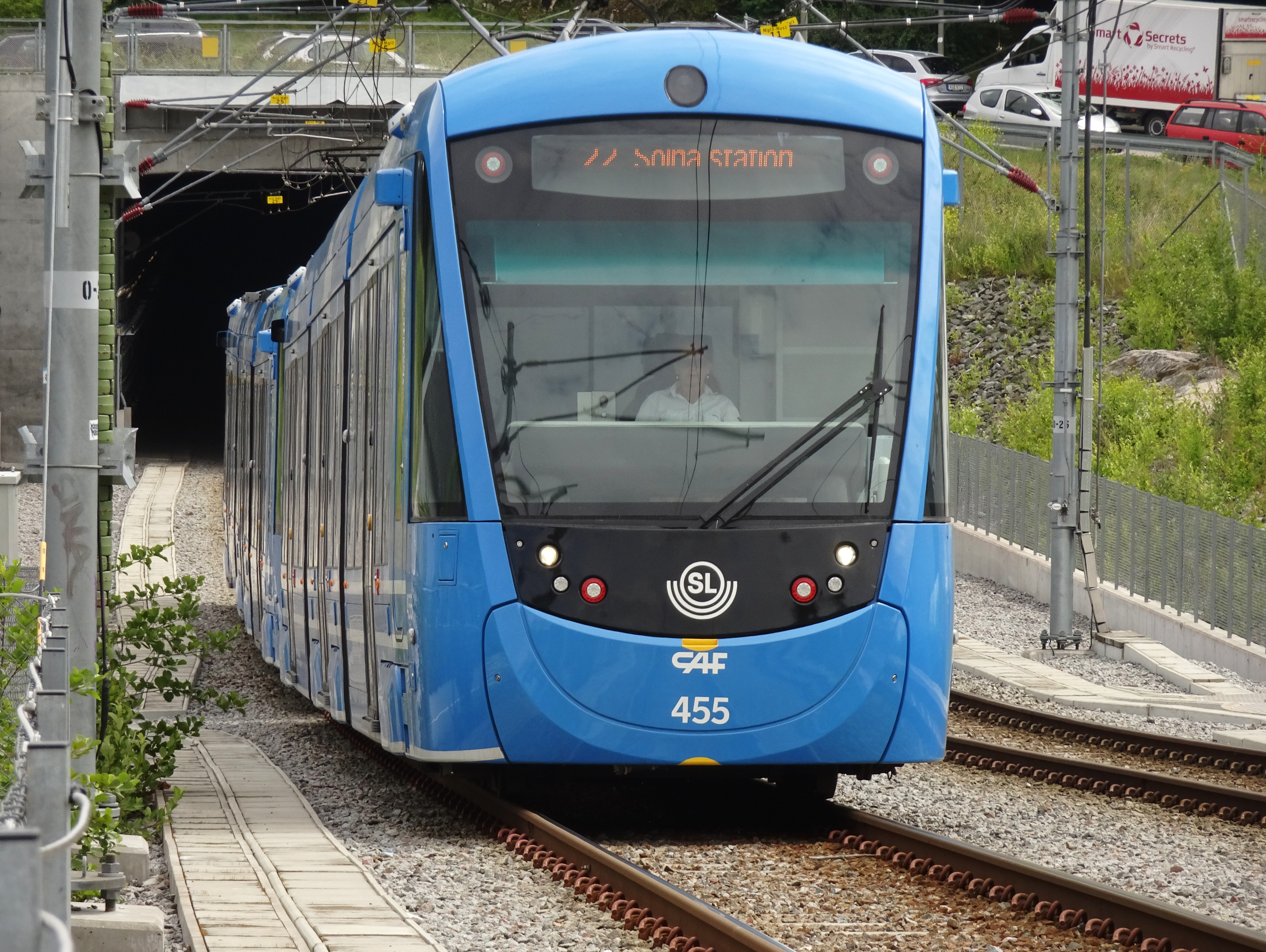
Souprava vozů A35 na trase Tvärbanan
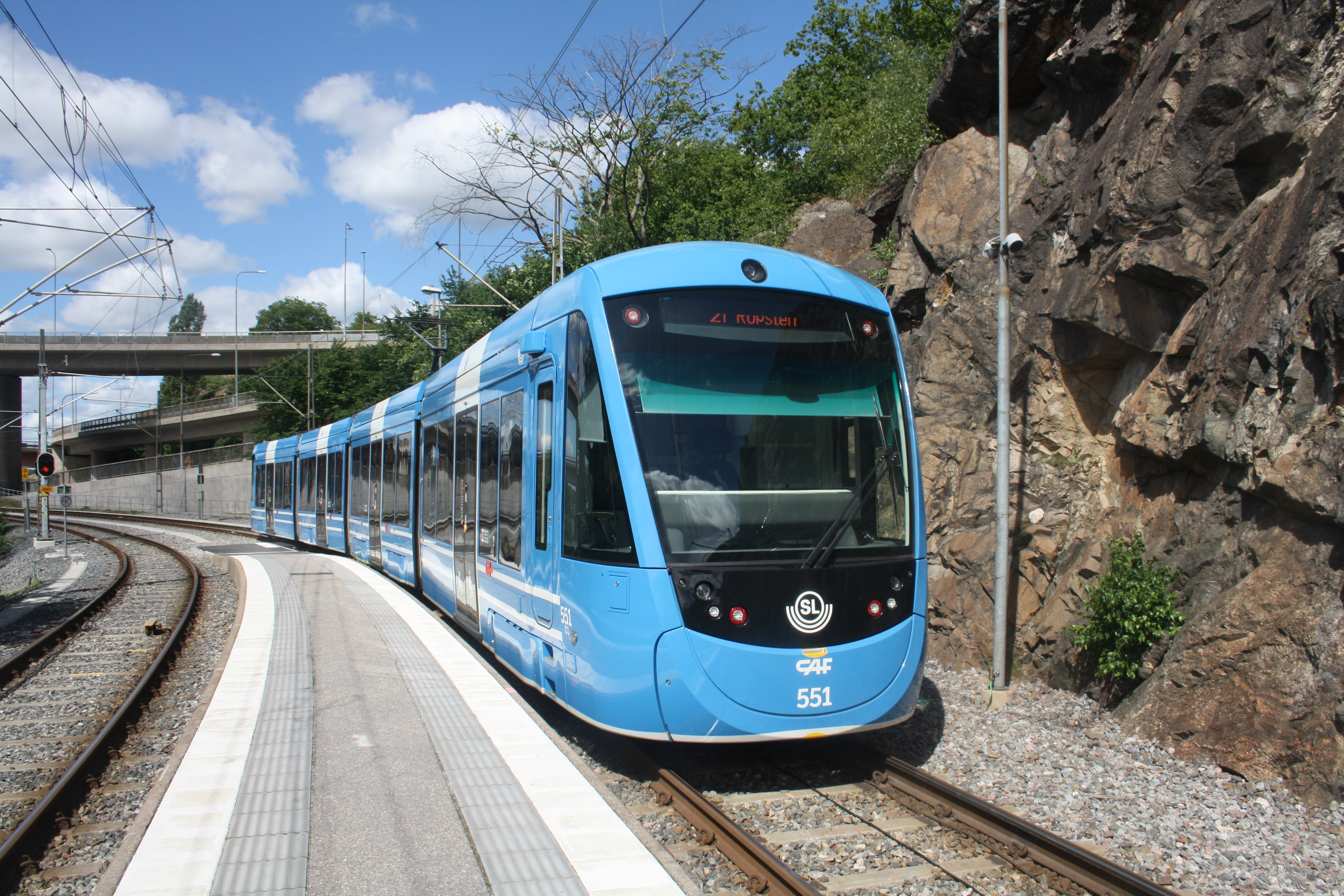
Čtyřčlánková tramvaj A36 na lince Lidingöbanan